# كاميلي مارتن
كاميلي مارتن هي كاتِبة وفنانة وشاعرة كندية، ولدت في 1956.